# Сухая Протока
Сухая Протока — исчезнувший посёлок в Болотнинском районе Новосибирской области. На момент упразднения входил в состав Новобибеевского сельсовета. Исключен из учётных данных в 1971 году.

## География
Располагался на правом берегу реки Обь, у острова Нижний Чигалинский, в 5,5 км к северо-западу от села Новобибеево.

## История
По всей видимости возник, как пристань на реке Обь. На картах 1980-х годов обозначен как удаленная часть села Новобибеево.
Решением Новосибирского облисполкома от 27.09.1971 г. № 650 населённый пункт исключен из учётных данных, как фактически не существующий.